# Paderborn Untouchables
Les Paderborn Untouchables sont un club allemand de baseball basé à Paderborn évoluant en championnat d'Allemagne.

## Histoire
Fondé en 1990, le club accède à l'élite en 1996 et remporte six titres entre 1999 et 2005.
Les Untouchables participent aux compétitions européennes depuis 1999, sans y briller.

## Palmarès
- Champion d'Allemagne : 1999, 2001, 2002, 2003, 2004, 2005.